# Liste der Baudenkmäler in Detmold-Remmighausen
Die Liste der Baudenkmäler in Detmold-Remmighausen enthält die denkmalgeschützten Bauwerke auf dem Gebiet von Detmold-Remmighausen in Nordrhein-Westfalen (Stand: September 2024). Diese Baudenkmäler sind in der Denkmalliste der Stadt Detmold eingetragen; Grundlage für die Aufnahme ist das Denkmalschutzgesetz Nordrhein-Westfalen (DSchG NRW).
| Bild                          | Bezeichnung                   | Lage                                           | Beschreibung | Bauzeit | Eingetragen seit   | Denkmal- nummer |
| ----------------------------- | ----------------------------- | ---------------------------------------------- | --- | ------- | ------------------ | --------------- |
| Bahnhof mit Stellwerksgebäude | Bahnhof mit Stellwerksgebäude | Am Ostbahnhof 7 Karte                          | Zweigeschossiger Ziegelbau aus der Zeit um 1900 an der 1895 eröffneten Strecke der Preußischen Staatsbahn von Detmold nach Himmighausen. | 1900    | 23. Oktober 1989   | 322             |
| weitere Bilder                | Kriegerehrenmal               | Hornoldendorfer Straße (Kriegerehrenmal) Karte | 1920 errichtetes Sandsteinmonument mit Adlerfigur zum Gedenken an die Gefallenen des Ersten Weltkrieges.                                 | 1920    | 20. Mai 2010       | 664             |
| weitere Bilder                | Friedenskirche                | Hornsche Straße Karte                          | |         | 16. September 2024 | 741             |

- Karte mit allen Koordinaten:
- OSM |
- WikiMap

Kernstadt |
Barkhausen |
Bentrup |
Berlebeck |
Brokhausen |
Diestelbruch |
Hakedahl |
Heidenoldendorf |
Heiligenkirchen |
Hiddesen |
Hornoldendorf |
Jerxen-Orbke |
Klüt |
Loßbruch |
Mosebeck |
Niederschönhagen |
Nienhagen |
Niewald |
Oberschönhagen |
Oettern-Bremke |
Pivitsheide V.H. |
Pivitsheide V.L. |
Remmighausen |
Schönemark |
Spork-Eichholz |
Vahlhausen